# Orgue de la Parròquia de la Santíssima Trinitat
L'orgue de la Parròquia de la Santíssima Trinitat, situada a Palma, va ser construït per l'orguener Aquilino Amezua Jaúregui a Sant Sebastià a finals del segle xix i principis del segle xx. Tot i que algunes fonts orals afirmen que l'instrument va ser portat des de França per les monges del Sagrat Cor, la placa a la consola confirma la seva construcció per Amezua. Després d'un període de desmuntatge, va ser traslladat per Antonio Azpiazu, qui va modificar alguns dels jocs seguint les indicacions de l'organista Antoni Matheu. Actualment, l'orgue es conserva en bon estat i es troba a la tribuna sobre el portal principal de la parròquia. Disposa de dos teclats de 56 notes i un pedaler de 30 notes.